# Mûrs-Erigné
Mûrs-Erigné è un comune francese di 5 483 abitanti situato nel dipartimento del Maine e Loira nella regione dei Paesi della Loira.

## Società

### Evoluzione demografica
Abitanti censiti